# Pascual Herraiz y Silo
Pascual Herráiz y Silo (Belfast, 1859-Madrid, 1903) fue un arquitecto español

## Biografía
Nació en Belfast de forma casual hacia 1859, mas se instaló pronto en España. Colaboró con arquitectos como Ramiro Amador de los Ríos y Miguel Aguado de la Sierra y obtuvo el título de arquitecto en 1887. Fue responsable de diversos proyectos en Madrid, entre ellos el Panteón Casa Riera en el cementerio de San Isidro, el palacio del Marqués de la Candelaria de Yarayabo y una serie de reformas en el Palacio de Villamejor, entre otros, además de erigir el Palacio del Monte del Alcornocal, cerca de Oropesa y construido en 1895 para el marqués de la Candelaria de Yarababo. Falleció en Madrid 5 de junio de 1903.